# Allmänna besvärsdeputationen
Allmänna besvärsdeputationen var ett riksdagsutskott under frihetstiden.
Vid riksdagarna 1719 och 1720 lämnades ståndens allmänna besvär efter vanligheten till Kunglig majestäts av görande och vid 1723 års riksdag  gick präste- och borgarståndens besvär till ett av riksdagutskotten, den så kallade differentiedeputationen, vilken föreslog resolutionerna härpå. Därefter blev det vid följande riksdagar sed att låta ett särskilt utskott, Allmänna besvärsdeputationen uppta alla ståndens allmänna besvär och föreslå resolutioner på desamma.